# Championnat du Danemark de football 1940-1941
Navigation
Saison précédente Saison suivante
La saison 1940-1941 du Championnat du Danemark de football était la 27e édition du championnat de première division au Danemark. L'ensemble des clubs des 2 premières divisions du pays (10 clubs de D1 et 12 clubs de D2) participent au championnat qui se déroule en 2 phase : une première phase voit les équipes réparties en 3 poules de 7 ou 8 équipes, où chaque club rencontre tous ses adversaires 2 fois, à domicile et à l'extérieur. Les 8 meilleurs clubs, toutes poules confondues, sont qualifiés pour la phase finale, disputée sous forme de coupe, avec match simple à élimination directe.
C'est le BK Frem Copenhague qui remporte la compétition en battant en finale le Fremad Amager. C'est le 5e titre de champion du Danemark de l'histoire du club.

## Les 22 clubs participants
| - KB Copenhague - B 93 Copenhague - BK Frem Copenhague - Boldklubben 1903 - Akademisk Boldklub - AaB Aalborg - AGF Aarhus - Fremad Amager - Hobro IK - Køge BK - Vejle BK | - AI Aarhus - KFUM - Osterbros BK - Nakskov BK - Helsingor IF - B 1908 Amager - Korsor BK - BK 01 Nykobing - B 1913 Odense - Vejen SF - B 1909 Odense |

## Compétition

### Première phase
Le barème utilisé pour établir l'ensemble des classements est le suivant :
- Victoire : 2 points
- Match nul : 1 point
- Défaite : 0 point

#### Groupe 1
| Rang | Équipe        | Pts | J  | G  | N | P  | Bp | Bc | Diff |
| ---- | ------------- | --- | -- | -- | - | -- | -- | -- | ---- |
| 1    | B 1913 Odense | 20  | 12 | 10 | 0 | 2  | 34 | 10 | +24  |
| 2    | AaB Aalborg   | 16  | 12 | 6  | 4 | 2  | 21 | 12 | +9   |
| 3    | Vejen SF      | 14  | 12 | 6  | 2 | 4  | 41 | 21 | +20  |
| 4    | B 1909 Odense | 14  | 12 | 6  | 2 | 4  | 35 | 21 | +14  |
| 5    | AGF Aarhus    | 13  | 12 | 5  | 3 | 4  | 16 | 35 | -19  |
| 6    | Vejle BK      | 5   | 12 | 1  | 3 | 8  | 21 | 37 | -16  |
| 7    | AI Aarhus     | 2   | 12 | 0  | 2 | 10 | 11 | 43 | -32  |

|  | Qualifié pour la phase finale |

#### Groupe 2
| Rang | Équipe         | Pts | J  | G  | N | P | Bp | Bc | Diff |
| ---- | -------------- | --- | -- | -- | - | - | -- | -- | ---- |
| 1    | Østerbros BK   | 20  | 12 | 10 | 0 | 2 | 57 | 22 | +35  |
| 2    | KFUM           | 20  | 12 | 10 | 0 | 2 | 50 | 22 | +28  |
| 3    | Helsingør IF   | 12  | 12 | 6  | 0 | 6 | 40 | 36 | +4   |
| 4    | Nakskov BK     | 12  | 12 | 6  | 0 | 6 | 31 | 33 | -2   |
| 5    | B 1908 Amager  | 8   | 12 | 4  | 0 | 8 | 22 | 39 | -17  |
| 6    | BK 01 Nykobing | 6   | 12 | 3  | 0 | 9 | 27 | 39 | -12  |
| 7    | Korsør BK      | 6   | 12 | 3  | 0 | 9 | 20 | 56 | -36  |

|  | Qualifié pour la phase finale |

#### Groupe 3
| Rang | Équipe             | Pts | J  | G | N | P  | Bp | Bc | Diff |
| ---- | ------------------ | --- | -- | - | - | -- | -- | -- | ---- |
| 1    | BK Frem Copenhague | 20  | 14 | 9 | 2 | 3  | 41 | 21 | +20  |
| 2    | Boldklubben 1903   | 18  | 14 | 8 | 2 | 4  | 43 | 30 | +13  |
| 3    | Fremad Amager      | 18  | 14 | 7 | 4 | 3  | 40 | 28 | +12  |
| 4    | B 93 Copenhague    | 17  | 14 | 6 | 5 | 3  | 30 | 25 | +5   |
| 5    | KB Copenhague (T)  | 13  | 14 | 6 | 1 | 7  | 31 | 41 | -10  |
| 6    | Køge BK            | 11  | 14 | 5 | 1 | 8  | 42 | 42 | 0    |
| 7    | Akademisk Boldklub | 11  | 14 | 4 | 3 | 7  | 33 | 40 | -7   |
| 8    | Hobro IK           | 4   | 14 | 1 | 2 | 11 | 18 | 51 | -33  |

|  | Qualifié pour la phase finale |
|  | (T) : Tenant du titre         |

### Phase finale

#### Quarts de finale
| Équipe 1         | Résultat | Équipe 2           |
| ---------------- | -------- | ------------------ |
| B 1913 Odense    | 3 - 4    | Fremad Amager      |
| B 93 Copenhague  | 0 - 4    | KFUM               |
| AaB Aalborg      | 2 - 5    | BK Frem Copenhague |
| Boldklubben 1903 | 3 - 3    | Osterbros BK       |

#### Demi-finales
| Équipe 1         | Résultat | Équipe 2           |
| ---------------- | -------- | ------------------ |
| Boldklubben 1903 | 1 - 2    | Fremad Amager      |
| KFUM             | 1 - 2    | BK Frem Copenhague |

#### Finale
| Équipe 1      | Résultat | Équipe 2           |
| ------------- | -------- | ------------------ |
| Fremad Amager | 2 - 4    | BK Frem Copenhague |

## Bilan de la saison
| Tableau d'Honneur                   |                    |
| Compétition                         | Vainqueur          |
| Championnat du Danemark de football | BK Frem Copenhague |

| Promotion et relégation      |       |
| Relégué en deuxième division | Aucun |
| Promus en Meistersbaksserien | Aucun |